# Вагнер, Франц (баскетболист)
Франц Якоб Вагнер (нем. Franz Jacob Wagner; род. 27 августа 2001, Берлин) — немецкий баскетболист, выступающий за клуб «Орландо Мэджик» на позиции лёгкого форварда.

## Профессиональная карьера

### Альба (2017—2019)
В сезоне 2018/19 Вагнер выступал по двойному контракту за берлинскую «Альбу» в Баскетбольной бундеслиге (BBL), высшей немецкой лиге, и за «Локомотив Бернау» (SSV Lokomotive Bernau) в лиге третьего уровня ProB. В мае 2019 года он получил приз лучшему молодому игроку BBL. Во второй игре финала BBL против «Баварии» Вагнер набрал 14 очков, реализовав все шесть своих бросков. К концу сезона он набирал в среднем 4,6 очка за 12,4 минуты за игру в BBL и играл мало минут в Еврокубке.

### Орландо Мэджик (2021—настоящее время)
Выставлял свою кандидатуру на драфт НБА 2021 года. Был выбран на драфте под общим 8-м номером клубом «Орландо Мэджик». Он и 5-й пик драфта Джален Саггс подписали контракт с «Мэджик» 3 августа. 18 декабря против «Бруклин Нетс» Вагнер сделал свой первый дабл-дабл в НБА, набрав 11 подборов и 14 очков, а также 6 передач. 27 декабря 2021 года Вагнер набрал максимальные в карьере 38 очков в матче с «Милуоки Бакс» (127:110). Вагнер был признан новичком месяца Восточной конференции НБА за игры, сыгранные в декабре. Второй дабл-дабл Вагнера в НБА случился 12 января 2022 года в игре против «Вашингтон Уизардс», когда он увеличил количество передач с 6 до 10 и набрал 14 очков. Это стало первым случаем, когда форвард-новичок «Мэджик» отдал 10 и более передач за игру. По итогам сезона НБА 2021/22 он был включен в первую команду новичков НБА.
5 ноября 2022 года Вагнер набрал рекордные для себя 31 очко и сделал шесть передач в поражении в овертайме от «Сакраменто Кингз» со счетом 123-126. 29 декабря он был отстранен НБА на одну игру без сохранения зарплаты за то, что покинул скамейку запасных во время перепалки в игре против «Детройт Пистонс» накануне. Вагнер закончил свой второй сезон, набирая в среднем 18,6 очка, 4,1 подбора и 3,5 передачи за игру.
4 октября 2023 года «Мэджик» активировали опцию в контракте игрока, продлив соглашение с ним до конца сезона 2024/25.
27 апреля 2024 года Вагнер набрал 34 очка при 13 из 17 попаданий, а также сделал 13 подборов, благодаря чему «Мэджик» одержали победу со счетом 112-89 в четвертой игре и сравняли счет в серии первого раунда с «Кливленд Кавальерс».
6 июля 2024 года «Мэджик» подписали с Вагнером соглашение о продлении контракта. 18 ноября 2024 года Вагнер получил свой первый приз игрока недели Восточной конференции. 21 ноября Вагнер набрал максимальные в сезоне 37 очков, сделал шесть подборов, 11 передач, четыре перехвата и забил победный трехочковый в матче с «Лос-Анджелес Лейкерс» (119:118). 6 декабря Вагнер набрал 30 очков, сделал пять подборов, пять передач, один перехват и один блок в матче с «Филадельфией Севенти Сиксерс» (102:94). Он набрал 30 очков в третьей игре подряд во второй раз в своей карьере, присоединившись к Шакилу О'Нилу и Трейси Макгрэди как единственным игрокам в истории «Мэджик», которые набирали не менее 30 очков в трех играх подряд несколько раз. 7 декабря 2024 года было объявлено, что Вагнер получил разрыв правой косой мышцы, травму, которую ранее в сезоне получил его партнер по команде Паоло Банкеро. Состояние Вагнера будет повторно оценено через 4 недели, а пока он выбыл на неопределенный срок.
26 января 2025 года в матче против «Детройт Пистонс» Вагнер набрал 25 очков в четвертой четверти и повторил рекорд клуба по количеству очков, набранных в одной четверти, установленный в 2003 году Трэйси Магрэди.

## Выступления за национальную сборную

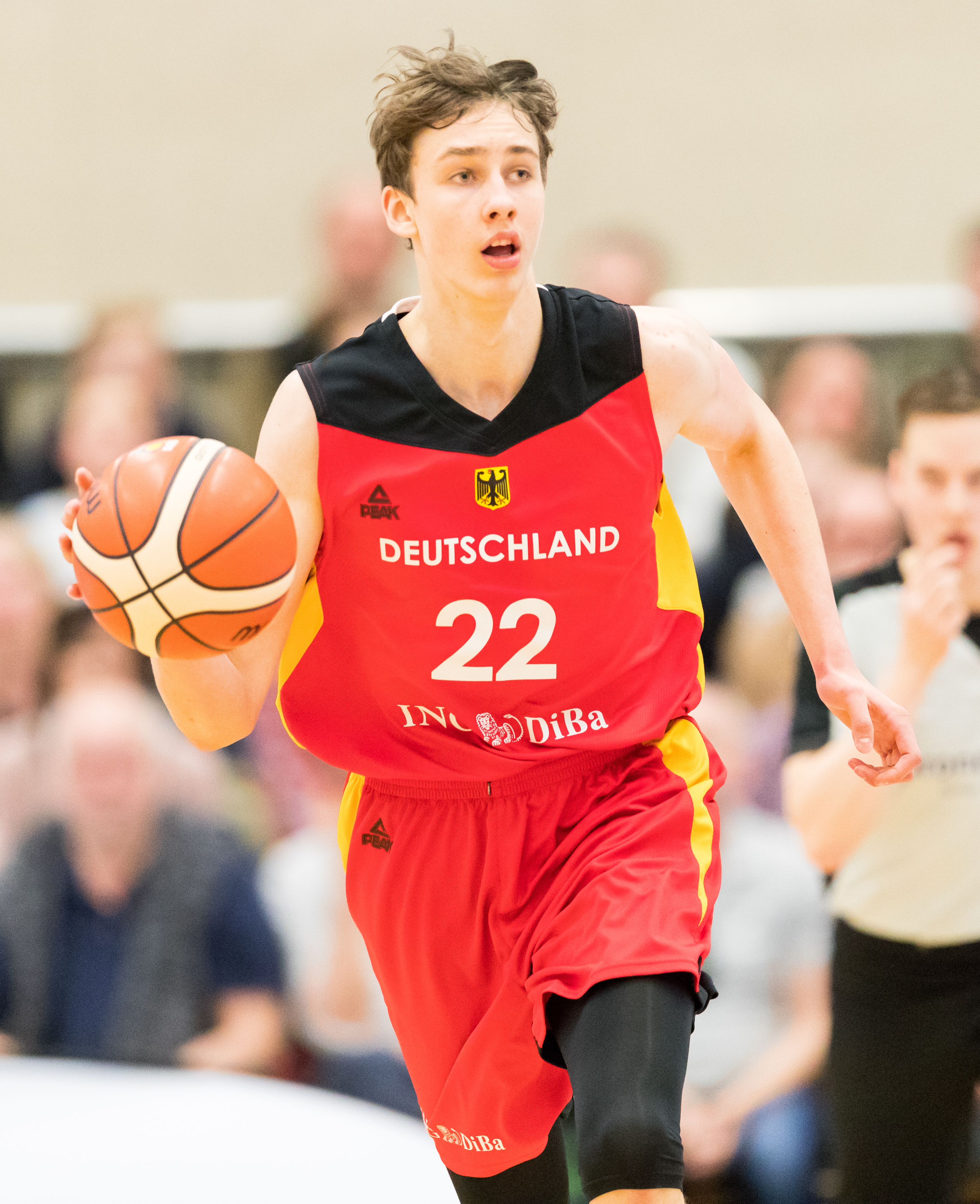
Вагнер на турнире имени Альберта Швейцера в 2018 году

Вагнер играл за Германию на чемпионате Европы ФИБА среди игроков до 16 лет 2017 года в Подгорице, Черногория. В пяти играх он набирал в среднем 7,4 очка за игру, а его команда заняла 13-е место. В 2018 году Вагнер набирал в среднем шесть очков за игру и помог Германии завоевать золотую медаль на турнире Альберта Швейцера, соревновании среди игроков до 18 лет в Мангейме, Германия. На чемпионате Европы ФИБА среди игроков до 18 лет 2019 года в Волосе, Греция, он набирал в среднем 13 очков и 4,8 подбора за игру, выведя свою команду на 11-е место. Он пропустил одну игру из-за травмы спины. На Евробаскете 2022 года он набирал в среднем 16,1 очка и 4 подбора за игру, помог обыграть Польшу в родном Берлине и завоевать для Германии бронзу.
В 2023 году Вагнер завоевал золото на чемпионате мира по баскетболу ФИБА 2023 года в составе сборной Германии. Это была первая победа Германии на этом турнире. В знак признания его индивидуальной игры Вагнер был включён во вторую сборную всех звёзд чемпионата мира.
На Олимпийских играх 2024 года, после беспроигрышной серии в группе B и победы над Грецией в четвертьфинале, Германия уступила Франции со счётом 69:73 в полуфинале. В матче за бронзовые медали Германия уступила Сербии со счётом 83:93. Вагнер набирал в среднем 18,5 очка, делал 5,8 подбора, 2,5 передачи и 2,0 перехвата в 6 сыгранных матчах. За свою игру он был включён во вторую сборную турнира.
21 июля 2025 года Вагнер был включен в предварительный состав сборной Германии на Евробаскет-2025.

## Достижения

### Сборная Германии
- Чемпион мира: 2023
- Бронзовый призёр чемпионата Европы: 2022